# Aéroport de Jardines del Rey
L'aéroport Jardines del Rey (code IATA : CCC • code OACI : MUCC) est un aéroport international desservant l'île de Cayo Coco, à Cuba, dans la province de Ciego de Ávila. L'aéroport a été inauguré en 2002, remplaçant l'ancien aéroport de Cayo Coco.

## Histoire
L'aéroport Jardines del Rey est inauguré le 26 décembre 2002, et remplace l'ancien aéroport Cayo Coco (en) situé à 10 km à l'ouest du nouveau site,. Depuis 2000, le gouvernement de Cuba avait signé un contrat avec l'opérateur espagnol ENAIRE pour un contrat de gestion de l'aéroport Jardines del Rey de 7 ans en échange d'une aide financière à la finalisation des travaux du nouvel aéroport.
Le trafic, porté par le tourisme international, croît rapidement. En 2004, 200 000 passagers sont enregistrés dans l'aéroport.
Fin 2016, dans la foulée de la reprise des relations diplomatiques entre Cuba et les États-Unis, l'aéroport reçoit ses premiers vols depuis les États-Unis, mais aussi depuis la Russie, la Pologne, la France et l'Italie,.
En septembre 2017, l'ouragan Irma a considérablement endommagé l'aéroport. Il a été reconstruit et rouvert en octobre.

## Activités
L'aéroport Jardines del Rey est exploité par ECASA et l'Espagnol ENAIRE.
L'aéroport a une capacité de 600 passagers par heure. Sa piste d'atterrissage asphaltée s'étend sur 3 kilomètres. Le terminal fait 20.000m².

## Situation
| \| 100 km1:2 630 000 \| Santa Clara Trinidad Santiago de Cuba Bayamo Jardines del Rey Holguín Baracoa Las Tunas Camagüey Cienfuegos La Havane-J. Martí Varadero Varadero-Kawama La Coloma Guantánamo Ciego de Ávila Moa Plage Baracoa Nueva Gerona San Nicolás de Bari Sancti Spíritus Manzanillo Siguanea Cayo Largo |
| 100 km1:2 630 000 |

## Compagnies aériennes et destinations
| Compagnies           | Destinations |
| -------------------- | --- |
| Aerogaviota          | La Havane-José Martí |
| Aeromar              | Charter : Cancún |
| Air Canada           | En saison : Halifax (Stanfield), Ottawa (Macdonald-Cartier)                                                                             |
| Air Canada Rouge     | Montréal (P.-E.-Trudeau), Toronto (Pearson)                                                                                             |
| Air Transat          | Montréal (P.-E.-Trudeau), Toronto (Pearson) En saison : Halifax (Stanfield), Hamilton, Ottawa (Macdonald-Cartier), Québec (Jean-Lesage) |
| Cubana de Aviación   | La Havane-José Martí |
| euroAtlantic Airways | En saison Charter : Lisbonne-H. Delgado                                                                                                 |
| Neos                 | En saison : Milan-Malpensa |
| WestJet              | Toronto (Pearson) |

Édité le 10/11/2020